# Port Barre
Port Barre es un pueblo ubicado en la parroquia de St. Landry en el estado estadounidense de Luisiana. En el Censo de 2010 tenía una población de 2055 habitantes y una densidad poblacional de 715,46 personas por km².

## Geografía
Port Barre se encuentra ubicado en las coordenadas 30°33′25″N 91°57′23″O / 30.55694, -91.95639. Según la Oficina del Censo de los Estados Unidos, Port Barre tiene una superficie total de 2.87 km², de la cual 2.77 km² corresponden a tierra firme y (3.43%) 0.1 km² es agua.

## Demografía
Según el censo de 2010, había 2055 personas residiendo en Port Barre. La densidad de población era de 715,46 hab./km². De los 2055 habitantes, Port Barre estaba compuesto por el 71.63% blancos, el 25.69% eran afroamericanos, el 0.1% eran amerindios, el 0.19% eran asiáticos, el 0% eran isleños del Pacífico, el 0.15% eran de otras razas y el 2.24% pertenecían a dos o más razas. Del total de la población el 1.56% eran hispanos o latinos de cualquier raza.